# Janetiella salicicorniae
Janetiella salicicorniae är en tvåvingeart som beskrevs av Fedotova 1984. Janetiella salicicorniae ingår i släktet Janetiella och familjen gallmyggor.
Artens utbredningsområde är Kazakstan. Inga underarter finns listade i Catalogue of Life.